# Porotheleum
Porotheleum Fr. (porownik) – rodzaj grzybów z rodziny Porotheleaceae. W Polsce występuje jeden gatunek.

## Charakterystyka
Grzyby kortycjoidalne o bazydiokarpie rocznym, rozpostartym, rozproszonym. Hymenofor utworzony przez małe pory gęsto skupione na podkładce. Brzeg strzępiasty. System strzępkowy dimityczny, strzępki generatywne ze sprzążkami, strzępki szkieletowe grubościenne, nieseptowane. Cystyd brak, mogą występować cystydiole. Podstawki cylindryczne z 4 sterygmami i sprzążką u podstawy. Bazydiospory elipsoidalne do cylindrycznych, gładkie, cienkościenne, nieamyloidalne.
Porotheleum charakteryzuje się szczególną budową owocnika; składa się on z porów osadzonych na podkładce. Dawniej zaliczano go do rzędu żagwiowców Polyporales, filogenetycznie jest spokrewniony z innymi grzybami cyfelloidalnymi.

## Systematyka i nazewnictwo
Pozycja w klasyfikacji według Index Fungorum: Porotheleaceae, Agaricales, Agaricomycetidae, Agaricomycetes, Agaricomycotina, Basidiomycota, Fungi.
Synonimy: Stromatoscypha Donk.
Polską nazwę  nadał Władysław Wojewoda w 2003 r.
Niektóre gatunki:
- Porotheleum fimbriatum (Pers.) Fr. 1818 – porownik rzęsobrzegi
- Porotheleum papillatum Peck 1887
- Porotheleum perenne W.B. Cooke 1957
- Porotheleum pruinatum (Schwein.) Pat. 1900
- Porotheleum reticulatum Petch 1922
- Porotheleum subiculosum Overh. 1957

Nazwy naukowe na podstawie Index Fungorum. Uwzględniono tylko gatunki zweryfikowane. Nazwy polskie według Władysława Wojewody.